# 16-й Северокаролинский пехотный полк
16-й Северокаролинский пехотный полк (16th North Carolina Infantry Regiment) — представлял собой один из пехотных полков армии Конфедерации во время Гражданской войны в США. Полк сражался на востоке страны и принимал участие в «атаке Пикетта» под Геттисбергом. Он прошёл все сражения на востоке начиная с осады Йорктауна, и самые большие потери понёс при Хановер-Кортхауз и при Чанселорсвилле.

## Формирование
16-й Северокаролинский был сформирован в Роли, Северная Каролина, 17 июня 1861 года. Первоначально полк назывался 6th North Carolina Volunteers. Его роты были набраны в округах Джексон, Бёрк, Мэдисон, Янси, Разерфорд, Банкомб, Макон, Хендерсон и Полк. Первым командиром полка стал Стивен Ли, преподаватель военного института в Шарлотте, который до этого возглавлял 15-й северокаролинский пехотный полк. Подполковником стал Р. Лоув, а майором — Б. Бриггс.

## Боевой путь
Полк некоторое время постоял под Роли, а 5 июля был отправлен в Ричмонд, куда прибыл 6 июля. Через семь дней он был отправлен на усиление генерала Гарнетта в северо-западную Вирджинию. Там в полку вспыхнула эпидемия кори, от которой пострадали две трети полка, и несколько рядовых умерли от этой болезни. 4 октября полк был направлен к Манассасу и простоял в Северной Вирджинии до весны. 1 апреля полк был направлен на Вирджинский полуостров, к Йорктауну, и включён в бригаду Уэйда Хэмптона. 7 апреля в полку была сформирована дополнительная рота N из новобранцев, которую возглавил капитан Килпатрик.
26 апреля в полку прошла реорганизация: командиром полка стал полковник Дэвис, подполковником — Джон Макэлой, майором — У. Стоув. После сдачи Йорктауна полк отступил к Уильямсбергу, где был частично задействован в сражении при Уильямсберге, а затем отошёл к Ричмонду.
Во время сражения при Севен-Пайнс бригада Хэмптона действовала в составе дивизии Густавуса Смита и участвовала в атаке батарей противника. Во время этого боя погиб полковник Дэвис и командование принял подполковник Макэлрой. В сражении был ранен так же генерал Хэмптон. 16-й северокаролинский вывели из его бригады и включили в северокаролинскую бригаду, которую возглавил Уильям Дурси Пендер.